# Starzec wiosenny
Starzec wiosenny (Senecio vernalis) – gatunek rośliny z rodziny astrowatych. Pochodzi z Azji i południowo-wschodniej Europy. Do Polski został przypadkowo zawleczony w wieku XVIII-XIX. Obecnie występuje w całej Polsce. Dla gatunków rodzimych stanowi niewielkie zagrożenie, jednak na obszarach chronionych powinien być zwalczany. Na niżu jest rośliną pospolitą, w górach (występuje tylko na niższych położeniach) jest rzadszy. Status gatunku we florze Polski: kenofit.

## Morfologia

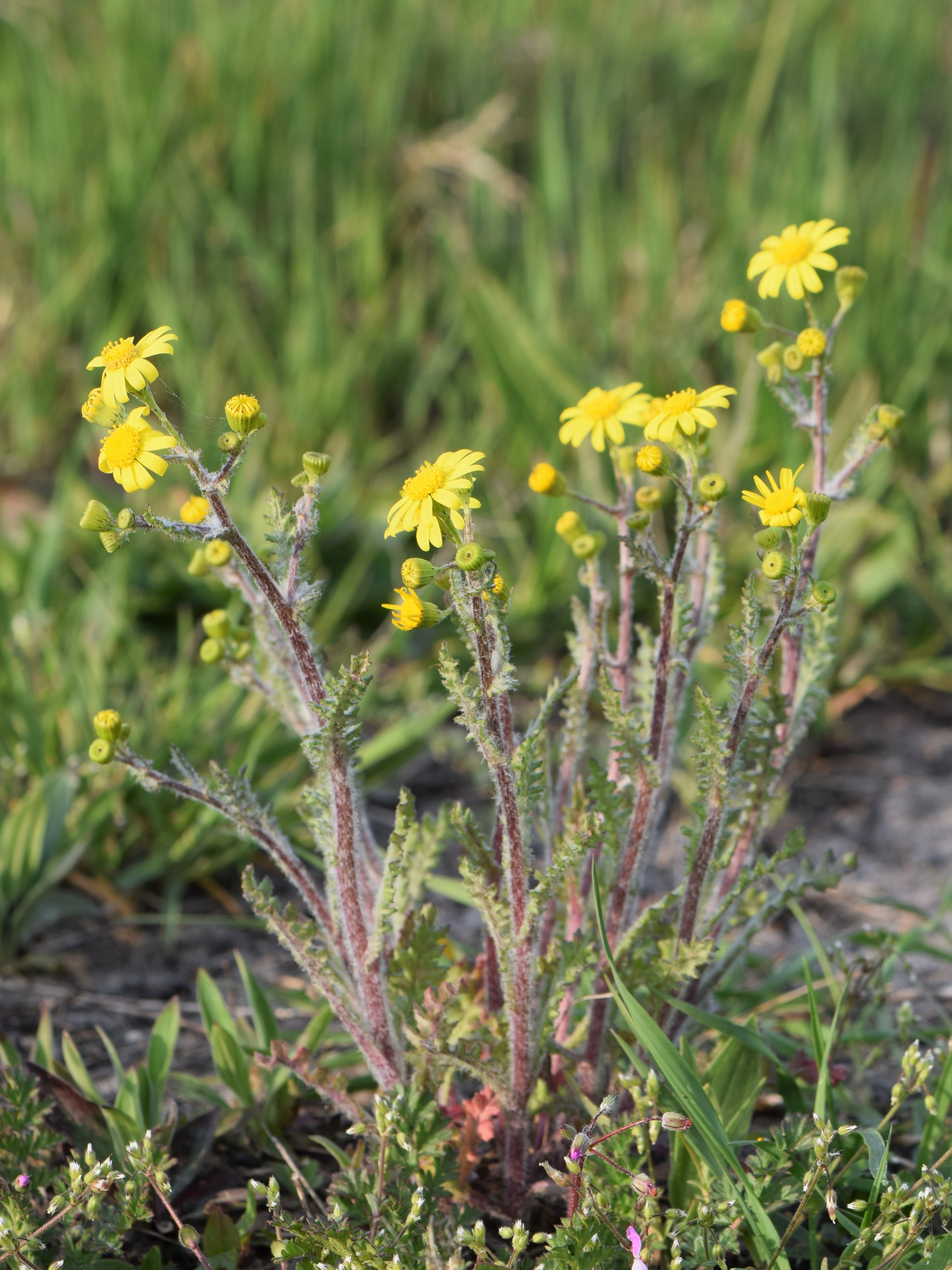
Pokrój

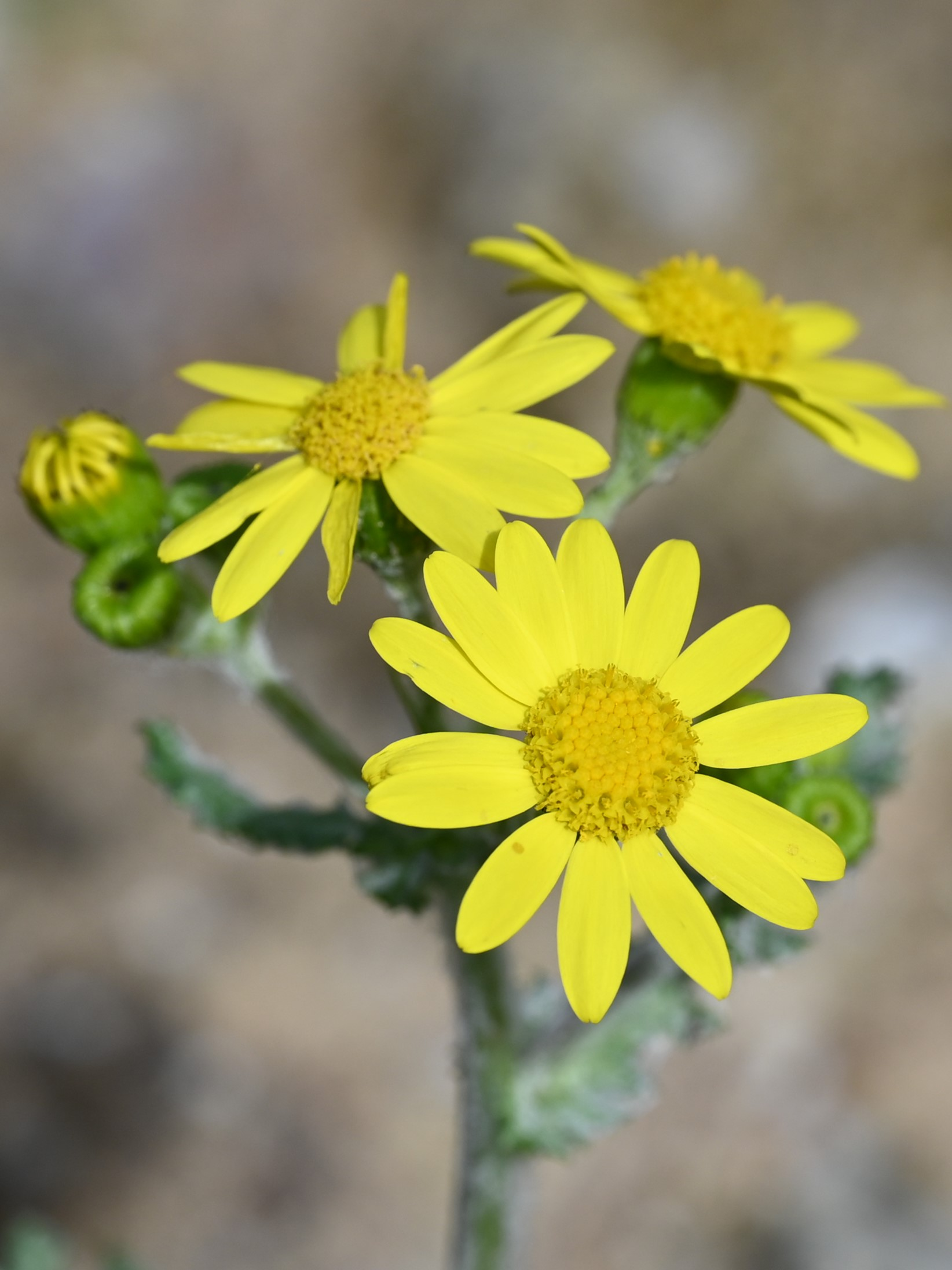
Kwiatostany

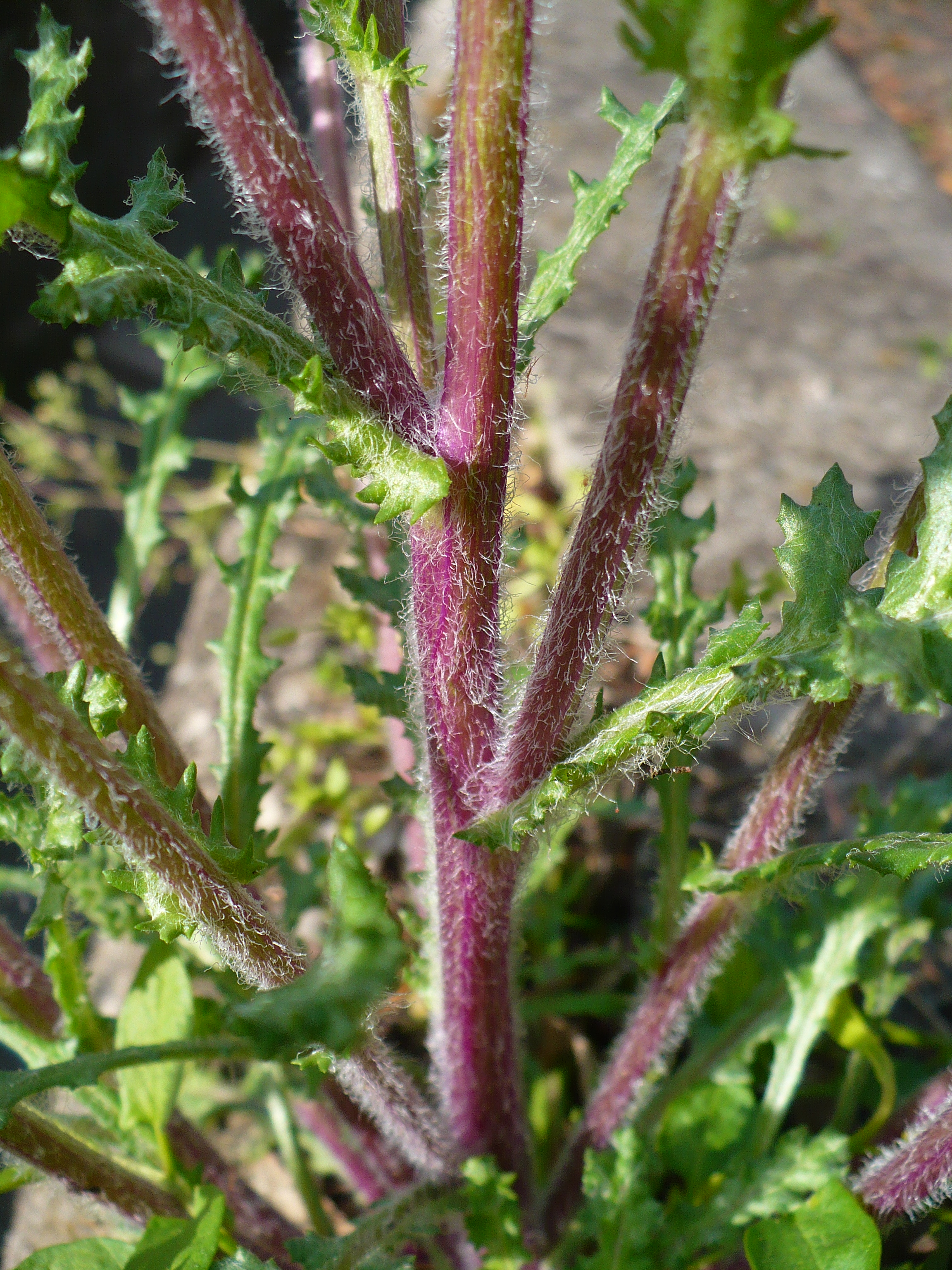
Fragment pędu

ŁodygaWzniesiona o wysokości 10–80 cm, rozgałęziająca się.
LiściePierzasto-klapowane o ząbkowanych i obustronnie pajęczynowato owłosionych łatkach. Liście uszkowatymi nasadami obejmują łodygę.
KwiatyKwiatostan złożony: koszyczki zebrane w rozgałęziony podbaldach. Koszyczki o średnicy 8–10 mm z plewinkami na dnie. Okrywa koszyczka o dzwonkowatym kształcie, jednorzędowa, złożona z jajowatych lub lancetowatych, nie zachodzących na siebie listków o czarnych szczytach. Przeważnie występuje 21 listków okrywy oraz 6–12 dodatkowych listków. Brzeżne, duże kwiaty języczkowe mają żółty kolor, są płaskie i odstające, wewnątrz koszyczka kwiaty rurkowe. Kwitnie od maja do czerwca, czasami kwitnienie przedłuża się do września.
OwocNiełupki z pappusem rozsiewane przez wiatr (anemochoria).

## Biologia i ekologia
Roślina jednoroczna lub dwuletnia. Siedlisko: piaski, przydroża, nieużytki i siedliska ruderalne. Hemikryptofit. W klasyfikacji zbiorowisk roślinnych gatunek charakterystyczny dla Ass. Cerastio-Androsacetum. Roślina trująca.

## Zmienność
Tworzy mieszańce ze starcem zwyczajnym.